# جیمی استوارت
جیمی استوارت (انگلیسی: Jimmy Steward؛ زادهٔ ۹ دسامبر ۱۹۴۶) بازیکن فوتبال اهل هندوراس بود.
وی همچنین در تیم ملی فوتبال هندوراس بازی کرده‌است.